# Lathrolestes clavipes
Lathrolestes clavipes là một loài tò vò trong họ Ichneumonidae.